# Asianopis
Genre
Asianopis est un genre d'araignées aranéomorphes de la famille des Deinopidae.

## Distribution
Les espèces de ce genre se rencontrent en Asie, en Afrique, en Océanie et au Mexique.

## Liste des espèces
Selon World Spider Catalog (version 26, 23/05/2025) :
- Asianopis anchietae (Brito Capello, 1867)
- Asianopis apo Omelko & Fomichev, 2025
- Asianopis aruensis (Roewer, 1938)
- Asianopis aspectans (Pocock, 1900)
- Asianopis aurita (F. O. Pickard-Cambridge, 1902)
- Asianopis camela (Thorell, 1881)
- Asianopis celebensis (Merian, 1911)
- Asianopis cornigera (Gerstaecker, 1873)
- Asianopis cylindrica (Pocock, 1898)
- Asianopis dumogae (Merian, 1911)
- Asianopis fasciata (L. Koch, 1879)
- Asianopis fasciculiger (Simon, 1909)
- Asianopis giltayi (Lessert, 1930)
- Asianopis goalparaensis (Tikader & Malhotra, 1978)
- Asianopis gorochovi Fomichev & Omelko, 2023
- Asianopis guineensis (Berland & Millot, 1940)
- Asianopis kollari (Doleschall, 1859)
- Asianopis konplong (Logunov, 2018)
- Asianopis labangan (Barrion-Dupo & Barrion, 2018)
- Asianopis lini Omelko & Fomichev, 2025
- Asianopis liukuensis (Yin, Griswold & Yan, 2002)
- Asianopis longipalpula (Strand, 1913)
- Asianopis luzonensis (Barrion-Dupo & Barrion, 2018)
- Asianopis madagascariensis (Lenz, 1886)
- Asianopis mediocris (Kulczyński, 1908)
- Asianopis naumenkoi Omelko & Fomichev, 2025
- Asianopis ornata (Pocock, 1902)
- Asianopis ravida (L. Koch, 1878)
- Asianopis reticulata (Rainbow, 1899)
- Asianopis schomburgki (Karsch, 1878)
- Asianopis schoutedeni (Giltay, 1929)
- Asianopis subrufa (L. Koch, 1878)
- Asianopis tabida (L. Koch, 1879)
- Asianopis unicolor (L. Koch, 1878)
- Asianopis wangi Lin & Li, 2020
- Asianopis wuchaoi Lin & Li, 2020
- Asianopis zhuanghaoyuni Lin & Li, 2020

## Systématique et taxinomie
Ce genre a été décrit par Lin et Li en 2020 dans les Deinopidae.

## Publication originale
- Lin, Shao, Hänggi, Caleb, Koh, Jäger & Li, 2020 : « Asianopis gen. nov., a new genus of the spider family Deinopidae from Asia. » ZooKeys, vol. 911, p. 67-99 (texte intégral).